# Riscle
Riscle é uma comuna francesa na região administrativa da Occitânia, no departamento de Gers. Estende-se por uma área de 36.55 km², e possui 1.831 habitantes, segundo o censo de 2018, com uma densidade de 50 hab/km².